# Schlawerie (Neunkirchen)
Schlawerie oder Schlaverie (ʃlɐvəˈʁiː) ist die informelle Bezeichnung eines Wohnplatzes in Neunkirchen (Saar). Die „sogenannte Schlabery“ am Sinnerthaler Weg erscheint zuerst 1765. Andere Wohnplätze mit dem gleichen Namen, von denen teils nur wenige Nachrichten vorliegen und die zumeist nicht auf amtlichen Karten erscheinen, sind unter Schlawerie behandelt.

## Geschichte
Die Entstehung dieses Neunkircher Ortsteils unweit der „Oberschmelz“ liegt im Dunkeln. Die Pächter des Neunkircher Eisenwerks hatten um 1750 eine zweite Schmelze am Sinnerbach errichtet, die auch Neue Schmelze oder Obere Schmelze genannt wurde. Dieses neue Werk an der Gemarkungsgrenze zu Wiebelskirchen hatte einen Hochofen mit zwei großen Blasebälgen, eine Sandgießerei, ein Formhaus, eine Erzwäsche, eine Kohlenscheuer sowie drei Arbeiterwohnungen. Es wird vermutet, dass die Schlawerie „eine Art Ausweichsiedlung“ für Zuarbeiter der Oberschmelz war. Die Niederlassung wird erstmals erwähnt in einer Beschreibung der Herrschaft Ottweiler von 1765 als die „sogenannte Schlabery“. Der Zusatz „sogenannte“ ist zu deuten als Ausdruck des noch nicht ganz eingebürgerten Namens. Das Bannbuch von 1770 verzeichnet an dieser Stelle „Gärten und Kohlenbrenner- und Erzgräber-Hütten“ als Herrschaftsgut. 1784 wurde das herrschaftliche Land den Einwohnern „auf der Schlawerie“ verkauft und in sieben gleiche Parzellen an sieben namentlich benannte Eigentümer aufgeteilt. Die kleine Siedlung wuchs zu einem Weiler heran und wird 1847 mit 15 Häusern und 119 Einwohnern geführt, 1912 als Kolonie mit 246 Einwohnern.
Die Siedlung Schlawerie gehörte im 19. Jahrhundert zur Gemeinde Niederneunkirchen. Gemäß einem Antrag der Königlich Preußischen Regierung beschloss der Gemeinderat von Niederneunkirchen am 25. März 1890 das Ausscheiden der Schlawerie aus seinem Zuständigkeitsbereich und die Wiedereingliederung der Schlawerie in die Gemeinde Neunkirchen (Oberneunkirchen). Damit wurde die Schlawerie zu einer Enklave in Niederneunkirchen (bzw. zu einer Exklave von Oberneunkirchen).
Der Niedergang des Ortsteils begann mit der Anlage der Saarbrücker Bahn 1848, die die Schlawerie in zwei Teile zerschnitt. 1911 wurde der große Rangierbahnhof des Neunkircher Hauptbahnhofs angelegt und dabei der nördliche Teil der Siedlung überbaut. Der verbleibende südliche Teil mit der Schlawerieschule wurde am 10. Februar 1933 von der Gasometerexplosion schwer getroffen. Die Frau eines Lehrers und zwei Schulkinder starben. Beim Großangriff auf die Bahnanlagen am 27. Mai 1944 kamen 43 Menschen ums Leben, davon eine unbekannte Zahl auf der Schlawerie. Alte Bausubstanz ist hier nicht mehr erhalten.
Zur Schlawerie brachte der Lokomotivmeister Philipp Wingert 1936 einen Beitrag in der „Neunkircher Hüttenzeitung“ unter Berufung auf die Erzählungen alter Leute, in dem die Herkunft, das Aussehen und Armut der Bewohner und die ärmliche Ausstattung ihrer einfachen Hütten und ihr einfaches Mobiliar thematisiert wurden.

## Name
Die Deutungen zum Namen Schlawerie stimmen alle in der Annahme überein, dass die Endbetonung und das Suffix -erie auf einen französischen Wortbestandteil deuten. In der französischen Sprache bedeutet das Suffix -erie „wiederholte Tätigkeit“, „Ort einer Tätigkeit“ (boulanger 'Bäcker', boulangerie 'Bäckerei'). Das Suffix wurde auch im Deutschen produktiv als -erei (Bäcker, Bäckerei). Bezüglich des Grundworts „Schlaw(e)“ bestehen unterschiedliche Deutungsansätze. Die Lokalgelehrtheit erkannte darin den Volksnamen „Slawe“, so bereits 1909. In der Flurnamen-Dissertation von Prinz 1927 wird im Grundwort der Begriff „Schlaf“ (zu Schlafhaus) vermutet. Petto wägt 2001 zwischen französisch „esclave“ und deutsch „Schlave“ (eine Nebenform zu Sklave) ab und entscheidet sich für „Schlave“. Schließlich bringt Fried noch „Enklave“ ins Spiel. „Exklave“ wäre mit dem Lautstand eher vereinbar.
Da nur der Ansatz von Walter Petto näher begründet ist, sei er hier erläutert: Französisch „esclave“ (Sklave) bildet die exotische Ortsform „esclaverie“ (Sklavenhaus). Die deutsche Entsprechung „Sklave“ und das zugehörige Verb „sklaven“ (schwer arbeiten) besitzen Nebenformen ähnlicher Bedeutung „Schlave“ und „schlaven“. Das Rheinische Wörterbuch benennt eine Bedeutung von „Schlave“ als 'armer Mann, der immer schwer arbeiten muss', auch 'Frau, die viele Kinder hat u. sich deshalb sehr abmühen muss, die von ihrem Mann schlecht behandelt wird' und den Gebrauch für Saarbrücken. Das Vorhandensein des französischen Suffixes deutet Petto als eine Art Spott.